# カロンFC
カロン・フットボールクラブ（Kallon Football Club）は、シエラレオネ・フリータウンにホームを置くサッカークラブである。シエラレオネ・プレミアリーグに所属する。

## 歴史
2002年に前身のシエラ・フィッシャリーズをモハメド・カロンが3万ドルで買収した。クラブのオーナーでもあるカロンはインテルナツィオナーレ・ミラノやASモナコ、アル・イテハドで活躍し、2009年には自身もカロンFCに所属した。
シエラ・フィッシャリーズ時代にはシエラレオネ・プレミアリーグで3度優勝した。カロンFCになり2006年にリーグを制し、FAカップを獲得。2007年にはCAFチャンピオンズリーグ予選にも出場した。

## タイトル

### 国内タイトル
- シエラレオネ・プレミアリーグ：4回
  - 1982, 1986, 1987（Sierra Fisheries時代）, 2006

- シエラレオネ・FAカップ：1回
  - 2007

## 歴代所属選手
- ロドニー・ストラッサー 2006-2007
- モハメド・カロン 2009